# Juan Francisco García García
Juan Francisco García García, conosciuto come Juanfran (Rafelbuñol, 15 luglio 1976), è un allenatore di calcio ed ex calciatore spagnolo, di ruolo difensore.

## Carriera

### Club
Juanfran inizia la sua carriera al Levante, dove attira l'attenzione del più grande club valenciano, il Valencia, firmando dopo tre stagioni per 1 milione di euro. Gioca il primo match di Primera División il 31 agosto 1997, contro il Mallorca, e gioca circa 40 partite con il Valencia.
Juanfran passa al Celta Vigo nel 1999 per 4 milioni di euro, titolare fisso in un club che gioca la Coppa UEFA e la UEFA Champions League 2003-2004 (Juanfran segna nell'1-1 con il Club Bruges, e il Celta passò il turno). Durante il campionato 2003-2004, il Celta Vigo retrocede.
Dopo aver lasciato il Celta Vigo nel 2004, Juanfran passa ai campioni turchi del Beşiktaş  ma presto esce dalle grazie dell'allenatore (colui che l'aveva portato ad Istanbul, il compatriota Vicente Del Bosque, fu esonerato a metà stagione) e passa la stagione successiva in prestito all'Ajax.
Durante la stagione 2006-07, Juanfran torna in Spagna, passando al Real Zaragoza per 1,5 milioni di euro. Diventa un elemento chiave della retroguardia e la squadra raggiunge la qualificazione alla Coppa UEFA della stagione seguente, in cui però il Real Zaragoza soffre una grave involuzione che porta la squadra alla retrocessione.
Il 30 giugno 2008 Juanfran firma per due anni con l'AEK Atene, per uno stipendio annuo di circa 1 milione di euro.
Il 4 maggio 2016, dopo la retrocessione del Levante in Segunda División, annuncia l'addio al calcio giocato.

### Nazionale
Juanfran ha collezionato 11 presenze con la Nazionale di calcio della Spagna, facendo il suo debutto internazionale in un'amichevole contro l'Italia il 29 marzo 2000, dopo una serie di ottime apparizioni con la maglietta del Celta Vigo. Successivamente, viene incluso nella lista dei partecipanti ai Mondiali 2002 per la Spagna, e gioca 3 delle 5 partite disputate dalle furie rosse.
L'ultima apparizione in nazionale di Juanfran fu durante un match di qualificazione ad Euro 2004 contro l'Irlanda del Nord nel 2003, giocando tutti i 90 minuti del pareggio 0-0.

## Statistiche

### Presenze e reti nei club
Statistiche aggiornate al 15 maggio 2016.
| Stagione              | Squadra               | Campionato            | Campionato | Campionato | Coppe nazionali | Coppe nazionali | Coppe nazionali | Coppe continentali | Coppe continentali | Coppe continentali | Altre coppe | Altre coppe | Altre coppe | Totale | Totale |
| Stagione              | Squadra               | Comp                  | Pres       | Reti       | Comp            | Pres            | Reti            | Comp               | Pres               | Reti               | Comp        | Pres        | Reti        | Pres   | Reti   |
| --------------------- | --------------------- | --------------------- | ---------- | ---------- | --------------- | --------------- | --------------- | ------------------ | ------------------ | ------------------ | ----------- | ----------- | ----------- | ------ | ------ |
| 1993-1994             | Levante               | SDB                   | 1          | 0          | CR              | 0               | 0               | -                  | -                  | -                  | -           | -           | -           | 1      | 0      |
| 1994-1995             | Levante               | SDB                   | 4          | 0          | CR              | 1               | 0               | -                  | -                  | -                  | -           | -           | -           | 5      | 0      |
| 1995-1996             | Levante               | SDB                   | 6+3        | 0          | CR              | 0               | 0               | -                  | -                  | -                  | -           | -           | -           | 9      | 0      |
| 1996-1997             | Levante               | SD                    | 33         | 1          | CR              | 4               | 0               | -                  | -                  | -                  | -           | -           | -           | 37     | 1      |
| 1997-1998             | Valencia              | PD                    | 20         | 0          | CR              | 4               | 0               | -                  | -                  | -                  | -           | -           | -           | 24     | 0      |
| 1998-1999             | Valencia              | PD                    | 21         | 0          | CR              | 5               | 0               | Int+CU             | 3+1                | 0                  | -           | -           | -           | 30     | 0      |
| Totale Valencia       | Totale Valencia       | Totale Valencia       | 41         | 0          |                 | 9               | 0               |                    | 4                  | 0                  |             | -           | -           | 54     | 0      |
| 1999-2000             | Celta Vigo            | PD                    | 27         | 2          | CR              | 2               | 0               | CU                 | 10                 | 1                  | -           | -           | -           | 39     | 3      |
| 2000-2001             | Celta Vigo            | PD                    | 28         | 2          | CR              | 8               | 0               | Int+CU             | 6+6                | 1+0                | -           | -           | -           | 48     | 3      |
| 2001-2002             | Celta Vigo            | PD                    | 25         | 0          | CR              | 1               | 0               | CU                 | 2                  | 0                  | -           | -           | -           | 28     | 0      |
| 2002-2003             | Celta Vigo            | PD                    | 25         | 1          | CR              | 1               | 0               | CU                 | 6                  | 0                  | -           | -           | -           | 32     | 1      |
| 2003-2004             | Celta Vigo            | PD                    | 21         | 1          | CR              | 2               | 0               | UCL                | 6                  | 1                  | -           | -           | -           | 29     | 2      |
| Totale Celta Vigo     | Totale Celta Vigo     | Totale Celta Vigo     | 126        | 6          |                 | 14              | 0               |                    | 36                 | 3                  |             | -           | -           | 176    | 9      |
| 2004-2005             | Beşiktaş              | SL                    | 13         | 1          | TK              | 0               | 0               | CU                 | 6                  | 0                  | -           | -           | -           | 19     | 1      |
| 2005-2006             | Ajax                  | ED                    | 16         | 0          | CO              | 2               | 0               | UCL                | 3                  | 0                  | SO          | -           | -           | 21     | 0      |
| 2006-2007             | Real Saragozza        | PD                    | 34         | 0          | CR              | 5               | 0               | -                  | -                  | -                  | -           | -           | -           | 39     | 0      |
| 2007-2008             | Real Saragozza        | PD                    | 29         | 0          | CR              | 2               | 0               | CU                 | 2                  | 0                  | -           | -           | -           | 33     | 0      |
| Totale Real Saragozza | Totale Real Saragozza | Totale Real Saragozza | 63         | 0          |                 | 7               | 0               |                    | 2                  | 0                  |             | -           | -           | 72     | 0      |
| 2008-2009             | AEK Atene             | SL                    | 21         | 0          | CG              | 4               | 0               | CU                 | 2                  | 0                  | -           | -           | -           | 27     | 0      |
| 2009-gen. 2010        | AEK Atene             | SL                    | 6          | 0          | CG              | 0               | 0               | UEL                | 5                  | 0                  | -           | -           | -           | 11     | 0      |
| Totale AEK Atene      | Totale AEK Atene      | Totale AEK Atene      | 27         | 0          |                 | 4               | 0               |                    | 7                  | 0                  |             | -           | -           | 38     | 0      |
| gen.-giu. 2010        | Levante               | SD                    | 19         | 0          | CR              | -               | -               | -                  | -                  | -                  | -           | -           | -           | 19     | 0      |
| 2010-2011             | Levante               | PD                    | 23         | 0          | CR              | 1               | 0               | -                  | -                  | -                  | -           | -           | -           | 24     | 0      |
| 2011-2012             | Levante               | PD                    | 29         | 0          | CR              | 2               | 0               | -                  | -                  | -                  | -           | -           | -           | 31     | 0      |
| 2012-2013             | Levante               | PD                    | 29         | 0          | CR              | 1               | 0               | UEL                | 6                  | 1                  | -           | -           | -           | 36     | 1      |
| 2013-2014             | Levante               | PD                    | 35         | 0          | CR              | 4               | 0               | -                  | -                  | -                  | -           | -           | -           | 39     | 0      |
| 2014-2015             | Levante               | PD                    | 17         | 0          | CR              | 4               | 1               | -                  | -                  | -                  | -           | -           | -           | 21     | 1      |
| 2015-2016             | Levante               | PD                    | 20         | 0          | CR              | 2               | 0               | -                  | -                  | -                  | -           | -           | -           | 22     | 0      |
| Totale Levante        | Totale Levante        | Totale Levante        | 216+3      | 1          |                 | 19              | 1               |                    | 6                  | 1                  |             | -           | -           | 244    | 3      |
| Totale carriera       | Totale carriera       | Totale carriera       | 502+3      | 8          |                 | 55              | 1               |                    | 64                 | 4                  |             | -           | -           | 624    | 13     |

### Cronologia presenze e reti in Nazionale
| Cronologia completa delle presenze e delle reti in nazionale ― Spagna | Cronologia completa delle presenze e delle reti in nazionale ― Spagna | Cronologia completa delle presenze e delle reti in nazionale ― Spagna | Cronologia completa delle presenze e delle reti in nazionale ― Spagna | Cronologia completa delle presenze e delle reti in nazionale ― Spagna | Cronologia completa delle presenze e delle reti in nazionale ― Spagna | Cronologia completa delle presenze e delle reti in nazionale ― Spagna | Cronologia completa delle presenze e delle reti in nazionale ― Spagna |
| Data                                                                  | Città                                                                 | In casa                                                               | Risultato                                                             | Ospiti                                                                | Competizione                                                          | Reti                                                                  | Note                                                                  |
| --------------------------------------------------------------------- | --------------------------------------------------------------------- | --------------------------------------------------------------------- | --------------------------------------------------------------------- | --------------------------------------------------------------------- | --------------------------------------------------------------------- | --------------------------------------------------------------------- | --------------------------------------------------------------------- |
| 29-3-2000                                                             | Barcellona                                                            | Spagna                                                                | 2 – 0                                                                 | Italia                                                                | Amichevole                                                            | -                                                                     | 73’                                                                   |
| 16-8-2000                                                             | Hannover                                                              | Germania                                                              | 4 – 1                                                                 | Spagna                                                                | Amichevole                                                            | -                                                                     |                                                                       |
| 2-6-2001                                                              | Oviedo                                                                | Spagna                                                                | 4 – 1                                                                 | Bosnia ed Erzegovina                                                  | Qual. Mondiali 2002                                                   | -                                                                     |                                                                       |
| 14-11-2001                                                            | Huelva                                                                | Spagna                                                                | 1 – 0                                                                 | Messico                                                               | Amichevole                                                            | -                                                                     |                                                                       |
| 13-2-2002                                                             | Barcellona                                                            | Spagna                                                                | 1 – 1                                                                 | Portogallo                                                            | Amichevole                                                            | -                                                                     | 65’                                                                   |
| 27-3-2002                                                             | Rotterdam                                                             | Paesi Bassi                                                           | 1 – 0                                                                 | Spagna                                                                | Amichevole                                                            | -                                                                     |                                                                       |
| 17-4-2002                                                             | Belfast                                                               | Irlanda del Nord                                                      | 0 – 5                                                                 | Spagna                                                                | Amichevole                                                            | -                                                                     |                                                                       |
| 2-6-2002                                                              | Gwangju                                                               | Spagna                                                                | 3 – 1                                                                 | Slovenia                                                              | Mondiali 2002 - 1º turno                                              | -                                                                     | 82’                                                                   |
| 7-6-2002                                                              | Jeonju                                                                | Spagna                                                                | 3 – 1                                                                 | Paraguay                                                              | Mondiali 2002 - 1º turno                                              | -                                                                     |                                                                       |
| 16-6-2002                                                             | Suwon                                                                 | Spagna                                                                | 1 – 1 dts (3 – 2 dtr)                                                 | Irlanda                                                               | Mondiali 2002 - Ottavi di finale                                      | -                                                                     | 62’                                                                   |
| 11-6-2003                                                             | Belfast                                                               | Irlanda del Nord                                                      | 0 – 0                                                                 | Spagna                                                                | Qual. Euro 2004                                                       | -                                                                     |                                                                       |
| Totale                                                                |                                                                       | Presenze                                                              | 11                                                                    |                                                                       | Reti                                                                  | 0                                                                     |                                                                       |

## Palmarès

### Club

#### Competizioni nazionali
- Segunda División B: 1

Levante: 1998-1999
- Coppa di Spagna: 1

Valencia: 1998-1999
- Coppa dei Paesi Bassi: 1

Ajax: 2005-2006

#### Competizioni internazionali
- Coppa Intertoto UEFA: 2

Valencia: 1998
Celta Vigo: 2000